# Ospedale di contea
Ospedale di contea (County Hospital, nell'originale inglese) conosciuto nella versione doppiata da Franco Latini e Carlo Croccolo col titolo La visita, è un cortometraggio del 1932 con Stanlio e Ollio.

## Trama
Ollio è ricoverato in ospedale per una frattura ad una gamba. Prima di essere dimesso, Stanlio si reca a fargli visita, portando all'amico un po' di uova sode e noci. Regalo poco gradito ad Ollio, poiché egli preferiva dei dolci. Stan non li ha comperati, poiché l'amico deve ancora restituirgli i soldi dell'ultima scatola. Così, rifiutate le uova, Stanlio se le mangia, non senza creare qualche problema ad Ollio.

Entra il dottore che si congratula con Ollio, dicendo che ormai è prossimo alla fine della convalescenza. Stanlio, da sbadato solleva un peso che era per terra: era il peso che teneva alzata la gamba ingessata di Ollio, tramite una corda e carrucola. Ollio prova subito un acuto dolore, il dottore si precipita da Stan per levargli il peso dalle mani, ci riesce, però finisce a penzoloni giù dalla finestra, a strapiombo sulla strada. Così, a mo' di bilancia, Ollio è sollevato dal letto per la gamba, per effetto del peso del dottore, e il dottore è fuori dalla finestra, aggrappato alla corda e al peso legati alla gamba di Ollio. Stan non sa come reagire, ma alla fine la situazione si risolve.

Il dottore, indignato, ordina loro di andarsene immediatamente. Un'infermiera entra e appoggia provvisoriamente su una sedia una siringa di sonnifero, destinata ad un altro paziente. Stan non se ne accorge e ci si siede sopra.

I due escono dall'ospedale, salgono in auto: Stanlio è al volante e il sonnifero inizia a far effetto. Dopo una corsa pazza per il centro della città, finiscono il loro viaggio addosso ad un tram, uscendone illesi.

## Produzione
Il cortometraggio è stato girato nella cittadina di Culver City e più precisamente presso: 
- l'entrata dell'ospedale al 9770 di Culver Boulevard, oggi il City Hall della cittadina medesima, ovvero il municipio;
- lungo la linea del tram davanti al 4905 della 2nd Avenue;
- l'angolo fra la 48th Street e la 2nd Avenue, per la scena dell'incidente in macchina;
- negli Hal Roach Studios, come lo spericolato viaggio in macchina dove i due attori erano posizionati davanti ad un retroproiettore.

## Curiosità
- I doppiaggi  integrali in italiano sono quelli della RAI della coppia  Croccolo-Latini, e quello della coppia Melazzi-Maggi. Il doppiaggio  storico Sordi-Zambuto è privo di alcune scene.
- Questo cortometraggio viene talora ridotto, nella sua versione italiana (nel doppiaggio Croccolo-Latini), alla durata di 14 minuti, con il taglio di alcune parti: la scena iniziale in cui Stanlio non riesce a trovare la stanza di Ollio, quella in cui Stanlio mangia tranquillamente le noci e le uova sotto lo sguardo attonito di Ollio e l'ultima che mostra il pericoloso tragitto dei due con l'automobile. Tale versione italiana a colori è di solito riproposta nelle reti Mediaset, ed è presente il doppiaggio di Franco Latini e Carlo Croccolo,  col titolo "La visita".
- Negli sketch teatrali degli anni '40, portati in turno da Laurel e Hardy in Inghilterra, il soggetto della comica venne rielaborato come Birds of a feather.

- Il film fu introdotto in vari film di montaggio italiani tra cui il più famoso: Fuori da quelle muraglie (1946) col doppiaggio Sordi-Zambuto. Per questo montaggio  inoltre, alcuni dialoghi sono volutamente cambiati rispetto agli originali, per far avere una continuità logica alle varie comiche unite tra loro. Infatti in questo caso,Ollio è ricoverato dopo aver subito l'ira del Tigre (Walter Long), nel finale della comica Andando a spasso (1934). Alla presente, si riallaccia la comica Vita in campagna (1934), dove ugualmente Hardy ha una gamba fratturata.
- Un breve omaggio a questo cortometraggio si trova nel film biografico Stanlio & Ollio (Stan & Ollie). (2018).